# Aeroport Internacional de Miami
L'Aeroport Internacional de Miami (en anglès: Miami International Airport) o només Miami International és el principal aeroport de l'àrea metropolitana de la ciutat de Miami i és un dels principals aeroports de l'estat de Florida, Estats Units. L'aeroport es troba localitzat entre les poblacions de Miami, Hialeah, Doral, Miami Springs, Virginia Gardens i el poble de Fountainbleau. És el tercer aeroport americà pel que fa al nombre de passatgers, darrere de l'Aeroport Internacional de Chicago-O'Hare i del JFK de Nova York. A més, disposa de nombroses connexions directes amb Amèrica del Sud, Amèrica del Nord i Europa i és un important centre de connexions per a American Airlines i UPS Airlines.

## Aerolínies i destinacions
| Companyia                                     | Destinacions | Sala |
| --------------------------------------------- | --- | ---- |
| Aerolíneas Argentinas                         | Buenos Aires-Ezeiza, Punta Cana, Córdoba | J    |
| Aeroméxico                                    | Cancun, Ciutat de Mèxic | H    |
| Aeroméxico Connect                            | Ciutat de Mèxic, Merida, Monterrey | H    |
| Aerosur                                       | Santa Cruz de la Sierra | F    |
| Air Canada                                    | Toronto-Pearson de temporada: Montréal-Trudeau | J    |
| Air Europa                                    | Madrid de temporada: Tenerife-Nord | F    |
| Air France                                    | Paris-Charles de Gaulle, Pointe-à-Pitre, Port-au-Prince de temporada: Santo Domingo | H    |
| Alaska Airlines                               | Seattle/Tacoma | F    |
| Alitalia                                      | Milà-Malpensa, Roma-Fiumicino | H    |
| American Airlines                             | Antigua, Aruba, Atlanta, Barbados, Baltimore, Belize City, Belo Horizonte, Bermuda, Bogotá, Boston, Brasilia, Buenos Aires-Ezeiza, Cali, Cancun, Caracas, Chicago-O'Hare, Cozumel, Curaçao, Dallas/Fort Worth, Denver, Detroit, Grand Cayman, Grenada, Guatemala City, Guayaquil, Hartford, Houston-Intercontinental, Kingston, La Paz, La Romana, Las Vegas, Liberia (Costa Rica), Lima, Londres-Heathrow, Los Angeles, Madrid, Managua, Maracaibo, Medellín-Córdova, Mexico City, Minneapolis/St. Paul, Montego Bay, Monterrey, Montevideo, Montréal-Trudeau, Nashville, New Orleans, New York-JFK, New York-LaGuardia, Newark, Orlando, Panama City, Paris-Charles de Gaulle, Philadelphia, Phoenix, Port-au-Prince, Port of Spain, Providenciales, Puerto Plata, Punta Cana, Quito, Raleigh/Durham, Recife, Rio de Janeiro-Galeão, St. Croix, St. Kitts, St. Louis, St. Lucia, St. Maarten, St. Thomas, Salvador da Bahia, San Salvador, Santa Cruz de la Sierra, San Francisco, San José de Costa Rica, San Juan, San Pedro Sula, Santiago de Chile, Santiago de los Caballeros, Santo Domingo, São Paulo-Guarulhos, Tampa, Tegucigalpa, Toronto-Pearson, Tulsa, Washington-Dulles, Washington-Reagan de temporada: Eagle/Vail | D, E |
| American Eagle                                | Atlanta, Birmingham (AL), Charleston (SC), Charlotte, Cincinnati/Northern Kentucky, Cleveland, Columbus (OH), Fort Myers, Greensboro/High Point/Winston-Salem, Indianapolis, Knoxville, Jacksonville, Louisville, Memphis, Nassau, Norfolk, Pensacola, Pittsburgh, Richmond, Savannah, Tallahassee | D    |
| American Eagle operat per Executive Airlines  | Camagüey, Cienfuegos, Fort Myers, Freeport, Gainesville, George Town, Governor's Harbour, Havana, Holguín, Jacksonville (FL), Key West, Marsh Harbour, Nassau, North Eleuthera, Santiago de Cuba, Treasure Cay | D    |
| Arkefly                                       | Àmsterdam [comença el 24 de juny] | F    |
| Avianca                                       | Barranquilla, Bogotà, Cali, Cartagena de Indias, Medellín-Córdova, Pereira | J    |
| Avior Airlines                                | Barcelona (Veneçuela) | F    |
| Bahamasair                                    | Nassau | G    |
| British Airways                               | Londres-Heathrow | F    |
| Caribbean Airlines                            | Georgetown, Port of Spain | J    |
| Cayman Airways                                | Grand Cayman, Cayman Brac | F    |
| Copa Airlines                                 | Panamà | H    |
| Corsairfly                                    | Paris-Orly | F    |
| Delta Air Lines                               | Atlanta, Cincinnati/Northern Kentucky, Detroit, Londres-Heathrow [comença el 27 de març], Memphis, Minneapolis/St. Paul, New York-JFK, Washington-National | H    |
| Delta Connection operat per Pinnacle Airlines | Jacksonville [comença el 26 de març], Orlando, Raleigh/Durham, Tampa | H    |
| Finnair                                       | de temporada: Hèlsinki | F    |
| Gulfstream International Airlines             | Havana | F, G |
| IBC Airways                                   | Cap Haitien | J    |
| Iberia                                        | Barcelona [comença el 29 de març], Madrid | F    |
| Insel Air                                     | Bonaire, Curaçao, Port-au-Prince, St. Maarten | F    |
| KLM                                           | Amsterdam | H    |
| Lacsa                                         | San José de Costa Rica | J    |
| LAN Airlines                                  | Bogotá, Caracas, Guayaquil, Punta Cana, Santiago de Chile | J    |
| LAN Argentina                                 | Buenos Aires-Ezeiza, Punta Cana | J    |
| LAN Ecuador                                   | Guayaquil, Quito | J    |
| LAN Perú                                      | Lima, Punta Cana | J    |
| Lufthansa                                     | Frankfurt, Múnic de temporada: Düsseldorf | J    |
| Pan Am World Airways Dominicana               | Santo Domingo [comença el 10 de desembre] | TBD  |
| SBA Airlines                                  | Caracas de temporada: Maracaibo | F    |
| Sky King                                      | La Havana, Holguín | F, G |
| Sun Country Airlines                          | de temporada: Minneapolis/St. Paul | F    |
| Surinam Airways                               | Aruba, Paramaribo | F    |
| Swiss International Air Lines                 | Zurich | J    |
| TACA Airlines                                 | Guatemala, Managua, San Pedro Sula, San Salvador, Tegucigalpa de temporada: Roatan | J    |
| TACA Perú                                     | Lima [comença l'1 de desembre] | J    |
| TAM Airlines                                  | Belo Horizonte-Confins [comença el 2 de desembre], Brasília [comença el 3 de desembre], Manaus, Rio de Janeiro-Galeão, São Paulo-Guarulhos | J    |
| United Airlines                               | Denver | J    |
| United Express operat per Shuttle America     | Chicago-O'Hare, Washington-Dulles | J    |
| Virgin Atlantic Airways                       | Londres-Heathrow | F    |
| Vision Airlines                               | Camagüey, Ft. Walton Beach [comença el 17 de desembre], Havana, Holguin, Niagara Falls [comença el 17 de desembre], Santiago de Cuba | F, G |
| WestJet                                       | Toronto-Pearson | F    |